# Conophytum smaleorum
Conophytum smaleorum är en isörtsväxtart som beskrevs av Rodgerson och A.J.Young. Conophytum smaleorum ingår i släktet Conophytum, och familjen isörtsväxter. Inga underarter finns listade i Catalogue of Life.